# Haushaltsübliche Menge
Haushaltsübliche Menge ist eine in Deutschland nicht genau definierte Größe des Erwerbs von Waren oder bei der Entsorgung von Wertstoffen in Relation zur Haushaltsgröße.

## Definitionen
Handelsunternehmen, oft Einzelhandelsunternehmen, bieten ihrer Kundschaft Ware nur in haushaltsüblichen Mengen an, um die Bevorratung (Hamsterkauf) der Endverbraucher auf ein bestimmtes Maß einzuschränken. Oft wird dies auch in den Allgemeinen Geschäftsbedingungen (AGB), auf dem Preisschild oder in der Werbeanzeige erwähnt. Dabei gibt es nur einige gesetzliche Regelungen (Wettbewerbsrecht) und wenige Fälle in der Rechtsprechung, so dass es größtenteils dem Ermessen des jeweiligen Unternehmens obliegt und es auch auf die Art der Ware ankommt. Gerade bei Sonderpreisaktionen oder einem begrenzten Warenangebot soll die Begrenzung der Käufe verhindern, dass einige wenige Käufer entsprechende Waren in größeren Mengen einkaufen und damit das Warenangebot schneller minimieren, bis die Waren schließlich komplett vergriffen sind. 
Auch schränken Abfallentsorgungsunternehmen die meist kostenlose Annahme von Wertstoffen mit dem Begriff haushaltsüblichen Mengen ein, darüber hinausgehende Mengen werden gesondert in Rechnung gestellt. Damit soll verhindert werden, dass Gewerbetreibende oder private Abfallverursacher kostenlos oder sehr günstig größere Mengen entsorgen können. Erwähnung des Begriffs finden sich in den Allgemeinen Geschäftsbedingungen (AGB) oder bei kommunalen Unternehmen auch in Amtsblättern und Verordnungen.

## Rechtliches
Bei der Rückgabe von Leergut sieht die Verpackungsverordnung keine Begrenzung von haushaltsüblichen Mengen bei der Entsorgung vor. 
Steht in einem Werbeprospekt für Gutscheinkarten „Nur haushaltsübliche Mengen“, haben Endverbraucher Anspruch auf den Kauf von mindestens vier Gutscheinkarten, urteilte das Landgericht Hamburg, Az. 327 O 272/11, F 5 0330/11. Ein Elektronik-Discounter hatte den Kunden zunächst nur zwei Karten zugestanden. Das Landgericht Lübeck urteilte mit Beschluss vom 11. Dezember 2012, Aktenzeichen: 11 O 65/12, dass Händler deutlich und unmissverständlich klarmachen müssten, wenn sie nur eine Festplatte pro Kunde anbieten wollen. Haushaltsüblich könnte auch mehr als ein externer Speicher sein. Dies bestätigte vergleichsweise auch das Landgericht Kiel, Az. 14 O 119/14 am 26. Januar 2015, in der die Werbung mit „Abgabe haushaltsüblicher Menge“ nicht gleichbedeutend ist mit „1 Stück“. Im besagten Fall war ein Mobiltelefon ohne Kartenvertrag zum Kaufpreis von 99,00 Euro am Verkaufstag angeboten worden. Den Kaufinteressenten wurde der Erwerb von mehr als einem Mobiltelefon verwehrt. Da in einem Mehrpersonenhaushalt auch ein höherer Bedarf als nur ein Stück bestehen kann, habe diese Einschränkung der Werbung nicht entnommen werden können, so dass diese nach §§ 3, 5 UWG irreführend gewesen sei.  
Der Hinweis, dass ein beworbenes Produkt nur in „haushaltsüblichen Mengen“ abgegeben wird und „der Artikel aufgrund begrenzter Vorratsmenge bereits am ersten Angebotstag ausverkauft sein“ könnte, ist gemäß §§ 3, 5 I S. 2 Nr. 1, 8 UWG wettbewerbswidrig, da der Verbraucher nicht damit rechnen kann, dass ein Artikel bereits eine Stunde und zehn Minuten nach Öffnung ausverkauft ist, Urteil vom Landgericht Köln vom 30. September 2009, Az. 84 O 68/09.
Ein unlauterer Schleichbetrug nach dem UWG ist auch gegeben, wenn ein Händler Ware in „haushaltsüblichen Mengen“ von einem anderen Händler kauft und dabei seine Weiterverkaufsabsicht nicht offenlegt, sondern wie ein Endverbraucher auftritt. Das Ankaufen der Ware von Endkunden ist jedoch kein Schleichbetrug.